# Gibourne
Gibourne – miejscowość i gmina we Francji, w regionie Nowa Akwitania, w departamencie Charente-Maritime.
Według danych na rok 1990 gminę zamieszkiwało 138 osób, a gęstość zaludnienia wynosiła 13 osób/km² (wśród 1467 gmin regionu Poitou-Charentes Gibourne plasuje się na 855. miejscu pod względem liczby ludności, natomiast pod względem powierzchni na miejscu 802.).